# Dadilja
Dadilja je američki sitcom u Hrvatskoj prikazivan na RTL Televiziji.U Americi je trajala od 1993. do 1999. kroz 6 sezona na CBS-u.

## Kratki sadržaj
Fran Fine (Fran Drescher), je Židovkinja nazalnog i iritantnog glasa koja se zaposli kod broadwayskog producenta Maxwella Sheffielda (Charles Shaughnessy), koji ima troje djece: Maggie (Nicholle Tom), Brighton (Benjamin Salisbury) i Grace (Madeline Zima). G. Sheffield ima i batlera Nilesa (Daniel Davis), koji prati i prisluškuje sve u kući. Niles daje sve od sebe da spoji Maxwella i Fran, a najviše voli zbijati šale na račun Maxwellove poslovne suradnice C. C. Babcock (Lauren Lane). Zanimljivo je da s na kraju Niles i C. C. vjenčaju.
Kroz 5 godina rada, Fran se pokušava udati za g. Sheffielda. Ostatak Franine obitelji su: njena majka Sylvia Fine (Renee Taylor) koja najviše voli hranu; Franin otac Morty, kojeg nikad u seriji nismo vidjeli te njena baka Yetta Rosenberg (Ann Morgan Guilbert), koja živi u staračkom domu. Franina najbolja prijateljica je Val Toriello (Rachel Chagall) koja je potpuno tupoglava.
Na početku šeste sezone Fran i Maxwell se vjenčaju i dobiju blizance.